# 340 Eduarda
340 Eduarda este un asteroid din centura principală, descoperit pe 25 septembrie 1892, de Max Wolf.